# Tsuchimikado
Tsuchimikado (土御門天皇, Tsuchimikado-tennō, 3 januari 1196 - 6 november 1231) was de 83e keizer van Japan, volgens de traditionele opvolgvolgorde. Hij regeerde van 18 februari 1198 tot 12 december 1210.
Tsuchimikado's persoonlijke naam (imina) was Tamehito-shinnō (為仁親王). Hij was de oudste zoon van keizer Go-Toba. Zijn moeder was Ariko (在子). Tsuchimikado kreeg in zijn leven zes kinderen, waaronder de latere keizer Go-Saga.
Tsuchimikado kwam in 1198 op de troon na het aftreden van zijn vader, die daarna als Insei-keizer bleef doorregeren. In 1210 werd Tsuchimikado gedwongen tot aftreden ten gunste van zijn jongere broer, Juntoku. Tsuchimikado voelde zich nadien gedwongen Kioto te verlaten. Hij reisde eerst naar de provincie Tosa, en nadien naar Awa. Daar stierf hij in ballingschap op 35-jarige leeftijd.
* Regent Jingu staat niet op de traditionele lijst.